# François Pienaar
Jacobus François Pienaar (Vereeniging, 2 gennaio 1967) è un ex rugbista a 15, allenatore di rugby a 15 e dirigente sportivo sudafricano, capitano della Nazionale degli Springbok che vinse la Coppa del Mondo di rugby 1995.

## Biografia
Nato a Vereeniging, nell'allora provincia del Transvaal, Pienaar compì gli studi superiori alla Patriot School di Witbank — all'epoca della cui frequenza rappresentò rugbisticamente il Sudafrica a livello scolastico — e successivamente si iscrisse alla Rand Afrikaans University (oggi Università di Johannesburg), militandone nella formazione di rugby.
Nel 1989 entrò nella squadra del Transvaal, con cui vinse la sua prima Currie Cup nel 1993, bissando poi il successo nel 1994; il 1993 fu anche l'anno nella vittoria nel torneo del SANZAR, il Super 10.
Pienaar esordì in Nazionale sudafricana il 26 giugno 1993 a Durban contro la Francia, primo test match degli Springbok dopo il ritiro internazionale del precedente capitano, Naas Botha; a Pienaar furono quindi assegnati i gradi fin dal suo incontro di debutto; nel 1995 si trovò dunque a guidare la squadra che disputò la sua prima Coppa del Mondo, tenutasi proprio in Sudafrica a suggellare la fine del regime di apartheid in vigore fino a solo pochi anni prima, e a tre anni dalla fine del bando sportivo imposto al Paese dal Comitato Olimpico Internazionale.
Il Sudafrica si impose nella finale di Johannesburg sulla Nuova Zelanda grazie a un drop nei tempi supplementari di Joël Stransky e fu Pienaar a ricevere dal presidente Nelson Mandela, che nell'occasione vestiva la stessa maglia numero 6 del capitano, la coppa William Webb Ellis.
In quello stesso anno, con il Gauteng Lions, vinse un'altra edizione del torneo del SANZAR e, l'anno successivo, nel corso del Tri Nations 1996, l'unico da lui disputato, chiuse la sua carriera internazionale, a Città del Capo contro la Nuova Zelanda.
Furono 29 in totale gli incontri internazionali di Pienaar, tutti da capitano; in 27 di essi fu schierato come flanker e in due occasioni come terza centro, durante il tour post-mondiale 1995 in cui il Sudafrica disputò il suo primo test match assoluto contro l'Italia, allo Stadio Olimpico di Roma.
Alla fine del 1996 Pienaar ricevette un'offerta complessiva di 500 000 sterline per due stagioni e mezzo al Saracens, in Inghilterra e, su consiglio di sua moglie Nerine, accettò l'ingaggio; debuttò in Premiership il 28 dicembre; il contratto fu poi prolungato fino al 2000.
Nel periodo da giocatore al Saracens Pienaar vinse la coppa Anglo-Gallese nel 1998, battendo nella finale di Twickenham gli Wasps 48-18; nel 1999 ricevette anche l'invito dei Barbarians a giocare nell'incontro annuale contro il Leicester.
Nel 2000 Pienaar si ritirò da giocatore e fu nominato allenatore e direttore sportivo del Saracens, incarichi che tenne fino al febbraio 2002, quando si dimise a fronte degli scarsi risultati sportivi della squadra.
Tornato in Sudafrica, intraprese la carriera di dirigente aziendale e di commentatore sportivo (per la britannica ITV commentò anche gli incontri della Coppa del Mondo di rugby 2007) e fece parte del direttivo del comitato che pose la candidatura sudafricana per la Coppa del Mondo di rugby 2011 (poi assegnata alla Nuova Zelanda).
Nel 1999 diede alle stampe un libro, Rainbow Warrior, e nel 2008 fu il soggetto di un'opera di John Carlin, Playing the Enemy: Nelson Mandela and the Game that Made a Nation (in italiano Ama il tuo nemico, Sperling & Kupfer, 2009), che fu la base del soggetto del film Invictus - L'invincibile (2009), di Clint Eastwood, in cui il personaggio di Pienaar è interpretato da Matt Damon.
Sposato con Nerine Winter dal 1996, Pienaar ha due figli, di uno dei quali Nelson Mandela fu padrino di battesimo.
Dal 2005, per i suoi meriti sportivi, Pienaar figura nell'International Rugby Hall of Fame e, dal 2011, in quella di World Rugby.

## Palmarès
- Coppe del mondo: 1
Sudafrica: 1995
- Currie Cup: 2
Transvaal: 1993, 1994
- Coppe Anglo-Gallesi: 1
Saracens: 1997-98

### Filmografia
- Invictus - L'invincibile (Invictus, 2009), di Clint Eastwood